# Puchar Ligi Greckiej w piłce nożnej
Puchar Ligi Greckiej w piłce nożnej (gr. Κύπελλο Ε.Π.Α.Ε.) – cykliczne rozgrywki piłkarskie, przeprowadzane systemem pucharowym, organizowane tylko w sezonie 1989/90 przez Grecki Związek Piłki Nożnej (HFF) dla greckich, męskich, profesjonalnych drużyn klubowych z Alfa Ethniki.

## Historia
W sezonie 1989/90 po raz pierwszy i ostatni startowały oficjalne rozgrywki o Puchar Ligi Greckiej. Finał rozegrano 2 czerwca 1990 roku. W tym meczu AEK Ateny pokonał 3:2 Olympiakos SFP. 
W następnym sezonie już nie rozgrywek nie organizowano.

## Format
W turnieju występowały 18 klubów z pierwszej ligi. Rozgrywany był systemem jesień - wiosna. Prowadzono jeden mecz na boisku jednej z walczących drużyn (jedynie półfinał składał się z dwóch meczów). W wypadku kiedy w regulaminowym czasie gry padł remis zarządzana była dogrywka, a jeśli i ona nie przyniosła rozstrzygnięcia, to dyktowane były rzuty karne. We wszystkich meczach zwycięzca wyznaczał się systemem pucharowym. Po rundzie pierwszej przeprowadzona była jeszcze jedna dodatkowa runda dla dwóch drużyn. Następnie 8 drużyn walczyło w ćwierćfinale. Półfinały składały się z dwóch meczów. Zwycięzca Pucharu Ligi nie otrzymywał prawo do gry w Pucharze UEFA.

## Zwycięzcy i finaliści
| Sezon                                       | K | K | T | Zwycięzca | Wynik | Finalista      | Data, miejsce                                 | Br. | Król strzelców | Uwagi              |
| Puchar Ligi Greckiej (gr. Κύπελλο Ε.Π.Α.Ε.) |   |   |   |           |       |                |                                               |     |                |                    |
| 1989/90                                     |   |   | 1 | AEK Ateny | 3:2   | Olympiakos SFP | 02.06.1990, Stadion Olimpijski, Ateny, 22.289 |     |                | 18 klubów, 4 rundy |

Uwagi:

- wytłuszczono i kursywą oznaczone zespoły, które w tym samym roku wywalczyły mistrzostwo i Puchar kraju (dublet),
- wytłuszczono zespoły, które zdobyły mistrzostwo kraju,
- kursywą oznaczone zespoły, które zdobyły Puchar kraju.

## Statystyka

### Klasyfikacja według klubów
W dotychczasowej historii finałów o Puchar Ligi Greckiej na podium oficjalnie stawało w sumie 2 drużyny. Liderem klasyfikacji jest AEK Ateny, który zdobył trofeum jeden razy.
Stan na 15.04.2023 
| Lp. | Klub           | Zdobywca | Finalista | Zwycięskie sezony | Przegrane finały |   |   |         |  |
| --- | -------------- | -------- | --------- | ----------------- | ---------------- | - | - | ------- |  |
| Lp. | Klub           | 1.       | AEK Ateny | Zwycięskie sezony | Przegrane finały | 1 | 0 | 1989/90 |  |
| 2.  | Olympiakos SFP | 0        | 1         |                   | 1989/90          |   |   |         |  |

### Klasyfikacja według miast
Stan na 15.04.2023 
| Miasto | Liczba tytułów | Kluby         |
| ------ | -------------- | ------------- |
| Ateny  | 1              | AEK Ateny (1) |